# Lia Kim
Pour les articles homonymes, voir Kim.
Lia Kim
Lia Kim est une danseuse, chorégraphe et entraîneuse sud-coréenne spécialisée dans la danse funk et hip-hop urbain. 
Elle est aussi cofondatrice et chorégraphe-en-chef chez 1Million Dance Studio.

## Collaborations
Lia Kim a collaboré en tant que chorégraphe avec de nombreux icones de la K-Pop, dont notamment Sunmi, Girls' Generation, Mamamoo, Twice, I.O.I., 2NE1, Got7 et plusieurs autres.
Elle a aussi collaboré avec plusieurs marques de renommées mondiales telles que Nike, Apple et Calvin Klein.

## Émissions
En 2016, Lia Kim a été juge pour l'édition coréenne de l'émission World of Dance.
En 2016, elle a participé aux émissions Urban Dance Camp et Fair Play Dance Camp.
En 2019, Lia Kim a été invitée dans l'émission de divertissement Running Man.